# Kordofan Occidentale

Kordofan occidentale

Il Kordofan Occidentale (in arabo غرب كردفان‎?, Gharb Kurdufān) era una delle 26 wilayat, o Stati, del Sudan. Copriva una superficie di 111.373 km quadrati ed aveva una popolazione di circa 1.100.000 abitanti (2000). al-Fula era la sua capitale.
Nell'agosto 2005  lo Stato del Kordofan occidentale è stato abolito e il suo territorio suddiviso tra gli Stati del Kordofan meridionale e settentrionale, come sancito dal Protocollo tra il Governo del Sudan e il Movimento di Liberazione dei Cittadini del Sudan, per risolvere il conflitto negli Stati del Kordofan meridionale/Montagne di Nuba e gli Stati del Nilo Azzurro, firmato a Naivasha, in Kenya, il 26 maggio 2004. La sezione 2.1 del protocollo dichiara che "I confini del Kordofan meridionale e lo stato delle Montagne di Nuba saranno gli stessi di quelli antecedenti al momento in cui l'originaria provincia del Gran Kordofan
si suddivise in 2 provincie".
Il protocollo è solo una minima parte del Trattato di pace comprensivo stipulato tra il Governo del Sudan (G.O.S.) e il Movimento di Liberazione dei Cittadini (S.P.L.M.) del Sudan Meridionale. Al-Fula è diventata co-capitale insieme a Kaduqli e le sessioni dei Consigli Legislativi si dovranno conseguentemente alternare tra queste due città.